# 1997 RT9
1997 RT9 är en asteroid i huvudbältet som upptäcktes den 10 september 1997 av den belgiske astronomen Thierry Pauwels i Uccle.
Asteroiden har en diameter på ungefär 5 kilometer.